# Ліпна (Лодзинське воєводство)
Ліпна (пол. Lipna) — село в Польщі, у гміні Садковиці Равського повіту Лодзинського воєводства.
Населення — 104 особи (2011).
У 1975-1998 роках село належало до Скерневицького воєводства.

## Демографія
Демографічна структура станом на 31 березня 2011 року:
|          | Загалом | Допрацездатний вік | Працездатний вік | Постпрацездатний вік |
| -------- | ------- | ------------------ | ---------------- | -------------------- |
| Чоловіки | 54      | 7                  | 37               | 10                   |
| Жінки    | 50      | 6                  | 26               | 18                   |
| Разом    | 104     | 13                 | 63               | 28                   |